# Serkan Çayoğlu
Serkan Çayoğlu (Berlín, 31 de mayo de 1987) es un actor y modelo alemán de origen turco, conocido por interpretar el papel de Ayaz Dinçer en la serie Kiraz Mevsimi.

## Biografía
Serkan Çayoğlu nació el 31 de mayo de 1987 en Berlín (Alemania), de padres turcos, madre Suna y padre Ümit Çayoğlu y tiene un hermano gemelo llamado Erkan.

## Carrera
Serkan Çayoğlu completó su educación en el departamento de economía de la Universidad de Erlangen en Alemania y también comenzó a trabajar como modelo durante este período. Después de completar sus estudios, a la edad de veinticinco años se mudó a Estambul con la aspiración de convertirse en actor, asistiendo así a cursos de actuación en el taller de diversas técnicas modernas de Ümit Çırak y Dolunay Soysert. En 2012 inició su carrera como actor con un pequeño papel en la serie Kuzey Güney. Al año siguiente, en 2013, apareció en el videoclip de la canción Ya Ya Ya Ya del cantante turco Hande Yener. En 2013 y 2014 interpretó el papel de Hakan en la serie emitida en TRT 1 Beni Böyle Sev.
En 2014 fue elegido para interpretar el papel del arquitecto Ayaz Dinçer, protagonista junto al personaje de Öykü Acar, interpretado por Özge Gürel, de Kiraz Mevsimi. Gracias a este papel, Serkan ganó tres premios, dos como Mejor actor emergente y uno como Mejor actor de serie de televisión. Dado el gran éxito cosechado por la serie en casa y en otros países a los que se exportó, también se realizó una segunda temporada. En Italia, la serie se dividió en dos partes, transmitidas por Canale 5 respectivamente en los horarios de verano de 2016 y 2017. En Italia estuvo alojado en los programas Verissimo y C'è posta per te.
En 2016 interpretó el papel protagonista de Demir Cerrahoğlu en la serie Hayatımın Aşkı, junto a la actriz Hande Doğandemir, mientras que en 2018 estuvo entre los personajes principales de la miniserie Börü, en el papel del soldado Kaya Ülgen y en la película Börü dirigida por Can Emre y Cem Özüduru. De 2018 a 2020 interpretó el papel de Taci en la serie Kadin. En 2019 interpretó el papel de Cihangir Tepeli / Cihangir Karabulut en la serie Halka, mientras que en 2020 interpretó el papel de Adem Sahin en la serie Yenı Hayat. En 2021 y 2022 interpretó el papel de Bereli / Ankaralı / Ali İhsan Cenkeri en la serie emitida en TRT 1 Kıbrıs: Zafere Doğru.
En 2023 interpretó el papel de Serkan en la película Aaahh Belinda dirigida por Deniz Yorulmazer y el de Hakan en la película Oregon dirigida por Kerem Ayan. En el mismo año fue elegido para interpretar el papel de Kerem Sipahioğlu en la serie Kader Bağları, emitida en Fox, junto a la actriz Ayça Ayşin Turan.

## Vida personal
Serkan Çayoğlu desde 2014 está vinculado sentimentalmente con la actriz Özge Gürel, a quien conoció en el set de la serie Kiraz Mevsimi. El 14 de julio de 2022 se casó con su pareja, mientras que la ceremonia se desarrolló en Alemania entre familiares y amigos cercanos. En agosto del mismo año la pareja se casó por segunda vez, mientras que la ceremonia se llevó a cabo en Verona, Italia.

## Filmografía

### Cine
| Año  | Título        | Personaje     | Director               |
| ---- | ------------- | ------------- | ---------------------- |
| 2018 | Börü          | Kaya Ülgen    | Can Emre y Cem Özüduru |
| 2023 | Aaahh Belinda | Serkan Gürsoy | Deniz Yorulmazer       |
| 2023 | Oregon        | Hakan         | Kerem Ayan             |

### Televisión
| Año           | Título                   | Personaje                             | Cadeña  | Notas        |
| ------------- | ------------------------ | ------------------------------------- | ------- | ------------ |
| 2012          | Kuzey Güney              | Rafael                                | Kanal D | 2 episodios  |
| 2013-2014     | Beni Böyle Sev           | Hakan                                 | TRT 1   |              |
| 2014          | Zeytin Tepesi            | Burak Altaylı                         | Kanal D | 7 episodios  |
| 2014-2015     | Kiraz Mevsimi            | Ayaz Dinçer                           | Fox     | 59 episodios |
| 2016          | Hayatımın Aşkı           | Demir Cerrahoğlu                      | Kanal D | 17 episodios |
| 2018          | Börü                     | Kaya Ülgen                            | Star TV | 6 episodios  |
| 2019          | Halka                    | Cihangir Tepeli                       | TRT 1   | 19 episodios |
| 2020          | Yenı Hayat               | Adem Şahin                            | Kanal D | 9 episodios  |
| 2021-2022     | Kıbrıs: Zafere Doğru     | Bereli / Ankaralı / Ali İhsan Cenkeri | TRT 1   | 24 episodios |
| 2023          | Kader Bağları            | Kerem Sipahioğlu                      | Fox     | 5 episodios  |
| 2024-presente | Mehmed: Fetihler Sultanı | Sultán Mehmed II                      | TRT 1   | ¿? episodios |

### Videoclips
| Año  | Título      | Artista     |
| ---- | ----------- | ----------- |
| 2013 | Ya Ya Ya Ya | Hande Yener |

## Premios y reconocimientos
| Año  | Premio                          | Categoría                            | Trabajo        | Resultado | Notas                |
| ---- | ------------------------------- | ------------------------------------ | -------------- | --------- | -------------------- |
| 2015 | Pantene Golden Butterfly Awards | Mejor pareja de televisión           | Kiraz Mevsimi  | Nominado  | Junto con Özge Gürel |
| 2016 | Pantene Golden Butterfly Awards | Mejor actor en comedia de televisión | Hayatımın Aşkı | Nominado  |                      |
| 2016 | Turkey Youth Awards             | Mejor actor de televisión            | Kiraz Mevsimi  | Nominado  |                      |
| 2017 | Turkey Youth Awards             | Mejor actor de televisión            | Hayatımın Aşkı | Nominado  |                      |